# Лижие
„Лижие“ (на френски: Ligier) е френски производител на автомобили и микробуси, основана от бившия състезател по ръгби и пилот Ги Лижие.

## История
Фирмата навлиза в автомобилния бизнес с Лижие JS2, спортен автомобил със средно разположен двигател, първоначално задвижван от Ford V6, а от 1971 г. от същия двигател Maserati V6 като Citroën SM. JS2 е смятан от мнозина за добре проектирана кола с много добро съотношение между мощност и тегло.
Всички автомобили на „Лижие“ са обозначени с префикса "JS" в чест на големия приятел и кохорта на Ligier Jo Schlesser, който е убит през 1968 г. на Гран при на Франция, докато кара за Honda. Крайните SM също са произведени във фабриката Ligier във Виши. Енергийната криза от 1973 г. причини такъв спад на пазара за JS2, че производството спря скоро след това и фирмата промени фокуса си върху микроавтомобилите, започвайки с мотопеда Ligier JS4 от 1980 г.
По време на участието на Лижие във Формула 1 колите му носят означението JS, инициалите на Жо Шлесер – близък приятел на Ги Лижие, който загива в Голямата награда на Франция в Руан през 1968 г.
Енергийната криза от 1973 г. причинява такъв спад на пазара за JS2, че скоро след това производството спира и фирмата променя фокуса си върху микроавтомобилите, започвайки с мотопеда Лижие JS4 от 1980 г. През септември 2008 г. „Лижие“ придобива подразделението Microcar на Бенето Груп, с финансиране, осигурено от 21 инвестиционни партньори. Филип Лижие, син на основателя на компанията Ги Лижие, остава главен изпълнителен директор. Сливането създава втория по големина производител на микроавтомобили в Европа (след подразделението Smart на „Даймлер“) и най-големият производител на превозни средства, за които не е необходима шофьорска книжка.
През август 2018 г., по повод своята 50-та годишнина, „Лижие“ представя нов шосеен спортен автомобил, създаден в сътрудничество с Onroak.
През 2023 г. на пазара е пуснат нов бюджетен електрически автомобил Ligier Myli.

## Лижие в моторния спорт
Лижие е най-известен със своя отбор от Формула 1, „Екип Лижие“, който се състезава в периода от 1976 до 1996 г. Лижие влиза във Формула 1 през 1976 г. с болид, задвижван от Matra V12, като печели първото си състезание от Световния шампионат на Формула 1 с Жак-Анри Лафит през 1977 г.
Лижие се състезава и в 24-те часа на Льо Ман от 1970 до 1975 г.